# 林妹妹
林妹妹（Lam Mui Mui，1912年1月17日—1968年1月5日），原名林杏翹，1930年代至1950年代的香港電影演員，太平洋戰爭前，默片時代屬紅透一時的一線鉅星。戰後淪為配角。
- 林妹妹從銀幕處女作《良心》(1933年，飾演李小雪)，至息影作《鬥氣夫妻》(1959年，飾演阿英)，一生參演約250多齣電影。

## 家庭[1]
- 林妹妹在農曆十一月廿九日出生，家裡排行第八，乳名：「八妹」，因此酷愛「八」：
  - 車牌號碼：1888；九龍土瓜灣的住家「羅林別墅」之電話號碼：58388。

- 林妹妹在1927年與比她年長廿多年的電影攝影師羅永祥結婚，兩人育有兩名女兒：羅大鉗及羅細鉗。
  - 羅大鉗(Law Tai Kim)：從銀幕處女作《蘆花淚》(1936年，反串飾演王敬賢[童年])，至息影作《天涯慈父》(1941年)，參演約13齣電影。
  - 羅細鉗(Law Sai Kim)：從銀幕處女作《鄉下佬尋仔》(1936年)，至息影作《好女十八嫁》(1954年，擔任頭號女主角，飾演阮素貞)，參演10齣電影。
    - 羅細鉗在她的息影作《好女十八嫁》(1954年)裡的演出片斷 （页面存档备份，存于）

- 林妹妹與丈夫羅永祥在九龍土瓜灣馬頭角北帝街的「大觀影片公司」左鄰，自行蓋搭一棟木屋，外邊圍上竹籬，花園裡廣植花草樹木成園林，飼養成群鴿子，另設有韆鞦及滑梯，被命名為「羅林別墅」。吸引許多香港電影工作者以她的住家為休息消閑娛樂場地。可惜香港政府收地，此「羅林別墅」在1939年夏季後被拆卸，林妹妹搬到「大觀影片公司」右鄰的樓上住屋[2][3]。

- 1937年12月1日(星期三) 下午在九龍城馬頭角的「羅林別墅」住所，她突然服毒自殺，被丈夫羅永祥發現，把她送院洗胃[4]。

- 1965年9月24日(星期五) 凌晨一時，53歲的她與一位40多歲姓謝的印刷廠男工以港幣140元在九龍佐敦道9號建成大廈五樓A座租住騎樓房，她喝醉酒後舉東洋刀自刺右大腿，驚動包租婆報警將她送院[5][6][7]。

## 一代鉅星隕落
- 1968年1月5日(星期五)在九龍荔枝角明愛醫院因腹癌逝世，享年56歲[8]。

## 外部連結
- 香港電影資料館：林妹妹的參演電影記錄[永久]
- 林妹妹的歌舞片段侵犯版權
- 林妹妹在互联网电影资料库（IMDb）上的資料（英文）
- 林妹妹在香港影庫上的簡介
- 林妹妹在豆瓣上的资料（简体中文）
- 林妹妹在时光网上的簡介（简体中文）